# 魏方進
魏方進（?—756年），唐朝宰相魏玄同之孙，是楊國忠親戚。唐玄宗時，官至御史大夫。

## 生平
天宝十四年（755年），安祿山反，唐玄宗以京兆尹魏方进为御史大夫兼置顿使。後魏方進與其姐隨玄宗逃蜀，至馬嵬驛，禁軍“軍士不得食，流言不遜”，引發马嵬驿之变。楊國忠被亂兵所殺，懸首驛門。亂兵又殺國忠長子戶部侍郎楊暄與韓國夫人、秦國夫人。魏方進呵責兵士曰：“汝曹何敢害宰相！”亦被殺。其姐與子女三人倖免。

## 家庭
魏方進长子魏元，有子魏叔正，兼監察御史；次子郴州刺史魏循。

## 轶事
魏方進有一個弟弟十五歲，不能說話，滿身都是鼻涕口水。兄弟親戚把他視為傻子，唯姊姊悯怜他、给他衣食。後來有一紅衣使者至，稱其弟為“仙师”；當夜，其弟暴卒。